# Lenguaje people-first
El lenguaje people-first, o lenguaje de las personas primero, es un tipo de prescripción lingüística en el que se escribe una perífrasis indicando primero el sustantivo «persona» —o su plural— y después un complemento que indica su condición, con el objetivo de evitar la marginalización o la deshumanización, tanto consciente como inconsciente, a la hora de hablar acerca de las enfermedades crónicas o la discapacidad. También puede ser aplicado a cualquier grupo que, de otra manera, sería definido o categorizado por una condición o un rasgo, como la etnia, la edad o la apariencia.
El lenguaje people-first evita el empleo de etiquetas y adjetivos a la hora de definir a una persona, usando términos como "persona con diabetes" en lugar de "diabético" y "persona con alcoholismo" en lugar de "alcohólico". La intención es mostrar que las condiciones son secundarias a las personas y no definen inevitablemente su esencia, es decir, enfatiza su identidad como seres humanos y evita esencializar su condición. Los defensores del lenguaje people-first señalan que la incapacidad de separar a las personas de su condición refuerza la idea de que la condición es inherentemente negativa y de que las personas que la tienen son inherentemente inferiores. Esto conduce, además, a la discriminación y refuerza cierto sentido de permanencia incluso de cuestiones probablemente temporales. Por ejemplo, una persona con adicción tiene posibilidades de lograr remisión a largo plazo y superar a la adicción, pero llamarles "adictos" refuerza la idea de que están inherente y permanentemente corruptos y de que no pueden permanecer indefinidamente saludables y productivos sin recaer en la adicción.

## Historia
Las primeras recomendaciones y explicaciones del lenguaje people-first ocurren cerca de 1960. La psicóloga de la rehabilitación Beatrice Wright, en su libro Physical disability: A psychological approach, sentó el fundamento teórico para la evasión de los peligros de los acortamientos terminológicos como "discapacitado" citando estudios de la semántica que mostraban que el lenguaje no solo actúa como instrumento para expresar ideas, sino que también juega un papel en su conformación. Concluye que es particularmente importante el empleo, en la medida de lo posible, de expresiones que separen los atributivos físicos de la totalidad de la persona. Otra psicóloga de la rehabilitación, Carolyn Vash, había adelantado argumentos similares en favor del lenguaje people-first en un discurso inédito de 1959.
El término apareció por primera vez en 1988 como recomendación de grupos de interés en los Estados Unidos. En la terapia del lenguaje, la sustitución del término "tartamudo" por la expresión "persona que tartamudea" ha sido ampliamente aceptada por profesionales e investigadores. En el contexto del VIH y el SIDA, la conferencia de Denver determinó que los términos "víctima" y "paciente" no eran apropiados y defendió, en cambio, el empleo del término "persona con SIDA". En el contexto de la obesidad, varias sociedades médicas estadounidenses han aceptado y emplean lenguaje de people-first, tales como la American Society for Metabolic and Bariatric Surgery, la Obesity Society, la American Society of Bariatric Physicians, la Academy of Nutrition and Dietetics, y la American Academy of Orthopaedic Surgeons. El término también ha sido recomendado en condiciones crónicas, como el asma o la diabetes.

## Críticas
Se ha objetado que el lenguaje que prioriza a las personas es farragoso, repetitivo y hace que la escritura y la lectura sean tediosas. También hay desacuerdos, dentro de los mismos grupos marginados, acerca del empleo o no de esta clase de circunloquios.
En 1993, la Federación Nacional de los Ciegos de Estados Unidos, adoptó una resolución que condenaba el empleo de eufemismos. Sostiene, para empezar, que la palabra "ciego" describe precisa y claramente la condición de deficiencia visual que impide que las personas que la tengan realicen las tareas ordinarias realizadas visualmente por las personas con buena condición visual. Nota, después, que existe una creciente presión en algunos círculos de emplear una variedad de eufemismos a la hora de referirse a los ciegos. Algunos de ellos, explica, son totalmente inaceptables por evitar de manera forzada y ridícula el empleo de términos sencillos y respetables. Otros solo son aceptables en la medida en que se empleen razonablemente para diferenciar a las personas con cierta cantidad de visión. Otros, como es el caso del lenguaje people-first, son inofensivos e inobjetables cuando se emplean en el lenguaje ocasional u ordinario, pero son totalmente inaceptables y perniciosos como forma de corrección política. Todos estos eufemismos, concluye, que terminan siendo demasiado defensivos, transmiten la idea de que ser ciego es una condición de la que avergonzarse, en lugar de ser meramente una condición diversa, y retratan a los ciegos como quisquillosos y beligerantes. Argumenta que, así como no es necesario enfatizar la condición de personas de los grupos no marginados, tampoco es necesario emplear el lenguaje people-first para referirse a los ciegos. Resume, entonces, que ser ciego es algo respetable y, aunque no sea motivo de orgullo, tampoco es motivo de vergüenza, con lo que condena el empleo de eufemismos.
En 1997, C. Edwin Vaughan publica un artículo repudiando el empleo del lenguaje people-first. El sociólogo y activista de los ciegos señala, para empezar, que es raro, tedioso y repetitivo y que hace que los artículos sean innecesariamente largos. Este, sin embargo, es, en su opinión, el motivo menos significativo. Argumenta entonces que el lenguaje people-first en el inglés termina produciendo el efecto contrario. Como lo normal en ese idioma es que los adjetivos precedan a los sustantivos, el empleo de estas perífrasis resalta las "identidades estropeadas" —empleando la terminología de Goffman— en una forma nueva y potencialmente negativa. Luego, explica que, en un mundo ideal sin barreras para las personas con deficiencias, estas no serían rasgos importantes de su identidad. No obstante, en el mundo real, que está lleno de barreras, las deficiencias casi nunca son ignoradas y terminan constituyendo una porción importante de la identidad de las personas. Por esto, más que un lenguaje que distancie a las personas de sus deficiencias, es preferible un lenguaje que refleje sus experiencias fidedignamente. Reivindica entonces el término “ciego” y propone el cambio en su connotación: ser ciego no es algo de lo que sentir vergüenza, sino que se trata de una condición meramente diversa. Finalmente, sostiene que es en las personas ciegas en quienes recae el derecho a elegir la terminología para nombrarse, con lo que, en cualquier caso, es pretencioso hacer del lenguaje ‘’people-first’’ la única terminología aceptable.
En la cultura sorda, el lenguaje de persona primero ha sido rechazado durante mucho tiempo. En cambio, la cultura sorda utiliza el lenguaje de los sordos primero, ya que ser culturalmente sordo es una fuente de identidad y orgullo positivos.[26] Los términos correctos para este grupo serían "persona sorda" o "persona con problemas de audición".[27] La frase "discapacitados auditivos" no es aceptable para la mayoría de las personas sordas o con dificultades auditivas porque enfatiza lo que no pueden hacer.[28]
El activista del autismo Jim Sinclair rechaza el lenguaje de la persona primero, con el argumento de que decir "persona con autismo" sugiere que el autismo se puede separar de la persona.[29] Muchas personas autistas y organizaciones dirigidas por ellos prefieren el lenguaje de identidad primero.[30][31] Algunos grupos de defensa y organizaciones como Autism Speaks,[32] The Arc[33] y Disability Is Natural[34] apoyan el uso del lenguaje de las personas primero. Otros, incluida Autistic Self Advocacy Network, no lo hacen, y dicen:
En la comunidad del autismo, muchos autogestores y sus aliados prefieren terminología como "autista", "persona autista" o "individuo autista" porque entendemos el autismo como una parte inherente de la identidad de un individuo... Es imposible afirmar el valor y la valía de una persona autista sin reconocer su identidad como persona autista. Referirse a mí como "una persona con autismo" o "un individuo con ASD" degrada quien soy porque niega quién soy. Cuando decimos "persona con autismo", decimos que es desafortunado y un accidente que una persona sea autista. Afirmamos que la persona tiene valor, y que el autismo está completamente separado de lo que le da  valor. De hecho, estamos diciendo que el autismo es perjudicial para el valor como persona, por lo que separamos la condición con la palabra "con" o "tiene". En última instancia, lo que estamos diciendo cuando decimos "persona con autismo" es que la persona estaría mejor si no fuera autista, y que hubiera sido mejor si él o ella hubiera nacido neurotípico.

— Lydia Brown, 2012